# シマノ・HONE
HONE（ホーン）は、株式会社シマノが開発、販売していたマウンテンバイク向けコンポーネントであり、型番はM600番台が付されている。

## 概要
HONEは、操縦者が自力で山を登り、ダウンヒルも行うオールマウンテンやエンデューロ向けに開発されたコンポーネントである。
ハブ軸は通常のMTB向けと同一の10ミリだが、リアハブおよびリアディレーラは、同社のSAINTと同様の構成になっており、ハブ軸にディレーラを取り付けることから、この部分についてはDeore系列とは互換性はない。
クランクセットは、中空成形・ボトムブラケット一体設計のHOLLOWTECH2が採用され、通常のMTBと同様のトリプルギアのものと、アウターギアをバッシュガードに置き換えたダブルギアのものが用意されている。
スプロケットは9速のDeore LXのものを使用することになっており、全体としてはクロスカントリー向けDeore LXシリーズと同等の、レースにも対応できるスポーツ向け高級グレードという位置づけとなるが、オールマウンテンやフリーライド向けの使用条件を想定して、より強度を優先した設計といえる。
2008年、同社のオールマウンテン向け新シリーズSLXが発売されたことにともない、販売が終了している。SLXシリーズは型番に600番台が付されていることなどから、HONEシリーズの後継はSLXシリーズとなったものとみられる。